# Hypercompe xanthonota
Hypercompe xanthonota är en fjärilsart som beskrevs av Charles Oberthür 1881. Hypercompe xanthonota ingår i släktet Hypercompe och familjen björnspinnare. Inga underarter finns listade i Catalogue of Life.